# August Desenz

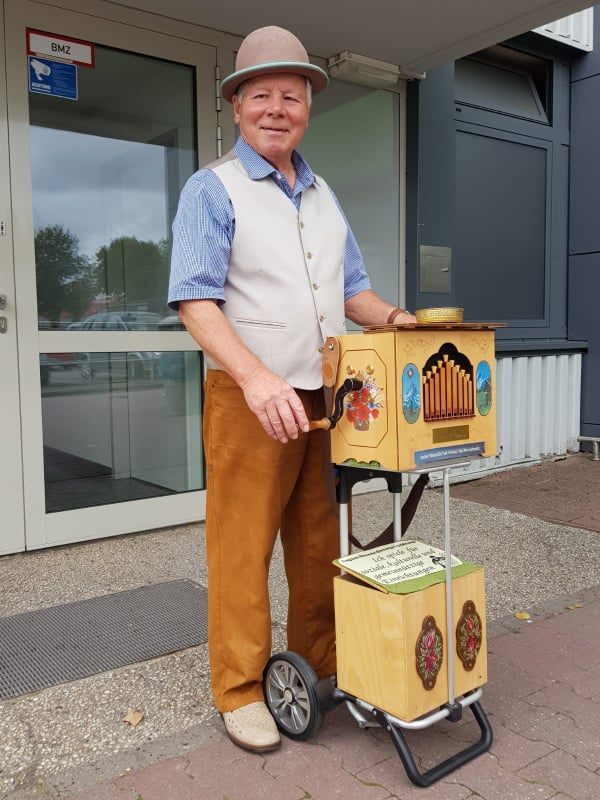
August Desenz, Oktober 2021

August Desenz (* 15. Oktober 1938 in Voslapp) ist ein in Wilhelmshaven und Umgebung bekannter Drehorgelspieler.
Die 2008, anlässlich des 70. Geburtstages von Desenz, gegründete Stiftung (August-Desenz-Drehorgel-Stiftung) fördert in erster Linie Heimat- und Denkmalpflege, Tierschutz, Bildung und Erziehung, sowie soziale Angelegenheiten im Jugend- und Erwachsenenbereich im Raum Wilhelmshaven-Friesland.
Seit 1984 sammelt Desenz mit seiner Drehorgel Spenden für eine Vielzahl von Einrichtungen, Vereinen, Institutionen und Organisationen in der Region Wilhelmshaven-Friesland. Er gehört für viele Einheimische zum Stadtbild. Anzutreffen ist Desenz auf Wochenmärkten, in der Nordseepassage sowie auf einer Vielzahl von Veranstaltungen in Wilhelmshaven und Friesland.

## Auszeichnungen und Ehrungen
- 1998: Bundesverdienstkreuz am Bande, für sein Engagement im sozialen Bereich verliehen.[4]
- 2016: Ehrenschild der Stadt Wilhelmshaven und des Clubs zu Wilhelmshaven[3]
- 2018: Ehrenbürger der Stadt Wilhelmshaven[5]